# Необходимая оборона на Украине
Необходимая оборона (согласно законодательству Украины) — это действия, совершённые с целью защиты охраняемых законом прав и интересов лица, которое защищается, или иного лица, а также общественных интересов и интересов государства от общественно опасного покушения путём причинения тому, кто посягает, ущерба, необходимого и достаточного в этой обстановке для немедленного отвлечения или прекращения покушения, если при этом не было допущено превышение границ необходимой самообороны.
Уголовный кодекс Украины относит необходимую оборону к обстоятельствам, исключающим преступность деяния.

## История
О необходимой самообороне говорится уже в договорах Олега и Игоря с греками (911, 945 гг.), в «Русской правде» и почти во всех позднейших за законодательных актах.
Аже оубиють огнищанина оу клети, или оу коня, или оу говяда, или оу коровье татьбы, то оубити въ пса место; а то же поконъ и тивоуницоу.
35
Русская Правда (Академический список), ст. 21
Регулировало необходимую оборону и «Соборное уложение» царя Алексея Михайловича 1649 года.
 
А будет он перед судьями кому раны учинит, или кого убьет до смерти, бороняся от себя, для того, что тот, кого он ранит, или убьет, сам его перед судьями напередь учал бити, а скажут про то судьи, и такова никакою казнию не казнити, по тому что он то учинил, бороняся от себя.
35
«Соборное Уложение» 1649 р., гл. Х, ст. 105
Законодательство времен Петра І и, прежде всего, «Артикулы воинские» 1715 года четко регламентировали право на необходимую оборону, рассматривая различные варианты его применения. Также в них определялись границы необходимой обороны: противоправность покушения, соразмерность обороны нападению, отсутствие эксцесса обороны.
Кто прямое оборонительное супротивление для обороны живота своего учинит, и онаго, кто его к сему принудил, убьет, оный от всякаго наказания свободен.
35
арт. 156 Військових артикулів Петра І
«Манифест о поединках» 1787 года, сохраняя действующие законы про необходимую оборону, добавил условие обязательного оповещения градоначальника или военачальника о совершении правонарушений в состоянии необходимой обороны.
«Уложение о наказаниях уголовных и исправительных» 1845 г. разрешало необходимую оборону при защите лица, имущества, чести женщины. Оборона разрешалась не только для собственной защиты, но и для защиты других лиц, находящихся в опасности.
«Уголовное уложение» 1903 г. давало обобщающее определение необходимой обороны, определив, что «не почитается преступным деяние, учиненное при необходимой обороне против незаконного посягательства на личность или имущественные блага самого защищавшегося или другого лица».
Законодательство времен Советского союза определяло право на необходимую оборону, начиная с «Руководящих начал по уголовному праву» 1919 г. Однако наиболее обобщенно оно было сформулировано в «Уголовном кодексе РСФСР 1922 г.», действие которого распространялось на территорию УССР.
Не подлежит наказанию уголовно наказуемое деяние, совершенное при необходимой обороне против незаконного посягательства на личность или права обороняющегося или других лиц, если при этом не допущено превышения пределов необходимой обороны.
35
Кримінальний кодекс РСФСР редакції 1922 року, ст. 19
Уголовный кодекс УССР 1927 г. полностью повторил положения предыдущего кодекса.
Основы уголовного законодательства Союза ССР и союзных республик 1958 года и Уголовный кодекс УССР 1960 г., не обращая внимания на редакционные изменения, практически идентично зафиксировали этот институт.
В 1990 г. Верховный совет УССР принял Закон «О внесении изменений и дополнений к Уголовному кодексу УССР», которым была существенно изменена редакция ст.15 Уголовного кодекса в направлении демократизации этого института.

## Право на необходимую оборону
Право на необходимую оборону является естественным и неотъемлемым, абсолютным правом человека. Это значит, что все остальные лица не могут препятствовать гражданину в законном осуществлении права на необходимую оборону. Другими словами, каждый гражданин имеет право на необходимую оборону независимо от возможности обратиться за помощью к органам власти или служебным лицам для предотвращения или прекращения посягательства. Наличие права на необходимую оборону не связано также с имеющейся для лица возможностью обратиться за помощью к другим гражданам. В Уголовном кодексе Украины указано, что каждое лицо имеет право на необходимую оборону независимо от возможности избежать общественно опасного посягательства или обратиться за помощью к другим лицам или органам власти.
Закрепленное ст. 36 Уголовного кодекса Украины право каждого на необходимую оборону от общественно опасного посягательства является важной гарантией конституционных положений о нерушимости прав и свобод человека и гражданина, о неотъемлемом праве каждого человека на жизнь, неприкосновенности его жилища и имущества, а также обеспечивает условия для защиты интересов общества и государства.
Конституция Украины определяет, что «каждый имеет право защищать свою жизнь и здоровье, жизнь и здоровье других людей от противоправных посягательств». Следовательно, право на оборону признается Основным законом Украины одним из фундаментальных прав человека. Положения Уголовного кодекса Украины являются развитием и конкретизацией конституционных предписаний.
Право на необходимую оборону является абсолютным: каждое лицо имеет право принять меры обороны от общественно опасного посягательства независимо от того, имеет ли оно возможность избежать посягательства (убежать, забаррикадировать дверь и т. д.) или обратиться за помощью к представителям власти или к иным лицам.
Для определённых лиц, таких как, например, работники милиции, военнослужащие, необходимая оборона является обязанностью, уклонение от которой влечет ответственность. Согласно Конституции Украины защита Отечества является долгом гражданина Украины, то есть защита от посягательств на государство является конституционным долгом.
Действия, совершенные в состоянии необходимой обороны, если при этом не были превышены её границы, считаются правомерными и не могут быть основанием для привлечения лица не только к уголовной, но и к гражданско-правовой или любой другой юридической ответственности.

## Признаки необходимой обороны
Признаки необходимой обороны определены в ст. 36 Уголовного кодекса Украины, характеризуют: цель обороны, направленность (объект) причинения вреда, характер действий защищающегося, своевременность, соразмерность обороны.

### Цель необходимой обороны
Соответственно к ч. 1 ст. 36 Уголовного кодекса Украины, целью необходимой обороны является защита охраняемых законом прав и интересов защищающегося лица, или иного лица, также общественных интересов и интересов государства от общественно опасного посягательства.
Для определения обороны правомерной достаточно, чтобы защищающееся лицо преследовало указанную выше цель, и совсем не обязательно, чтобы она была достигнута полностью (например, защищающееся лицо причинило тому, кто посягает, ущерб, но не смогло прекратить начавшиеся посягательства). Если тот, кто защищался, руководствовался другой целью (например, целью расправы над покусившимся), то его действия приобретают противоправный характер, в связи с чем ответственность за причиненный ущерб должна наступать на общих основаниях.

### Направленность (объект) причинения ущерба
Ущерб при необходимой обороне должен причиняться только тому, кто посягает, его правам и интересам. Если посягающих несколько, то обороняющееся лицо может нанести ущерб как одному, так и каждому из них. Причинение ущерба правам и интересам иных лиц не подпадает под признаки необходимой обороны, а рассматривается, например, по правилам крайней необходимости или влечет ответственность на общих основаниях.

### Характер действий обороняющегося лица
Поведение защищающейся стороны должно быть только активным, то есть может выражаться только в действиях, что прямо указано в ч.1 ст. 36 УК Украины. Такими действиями могут быть как физические действия защищающейся стороны (например, нанесение ударов кулаком), так и использование различных орудий, предметов, механизмов, приборов и т. д., при чём не только тех, которые подобраны, обнаружены, или захвачены на месте обороны, но и тех, что были при обороняющемся лице, или даже специально приготовленных для обороны (например, использование складного ножа или огнестрельного оружия, заранее взятых для обороны, и т. д.).
Указанные действия должны подпадать под признаки какого-то деяния, предусмотренного УК Украины, то есть совпадать по внешним, фактическим признакам с объективной стороной какого-то преступления. Речь идет о действиях, какие подпадают под признаки убийства, нанесения телесных повреждений различной степени тяжести, ударов и побоев и т. д.

### Своевременность обороны
Действия обороняющегося лица признаются правомерными только в том случае, если они были совершены на протяжении всего времени совершения посягательства. Иначе говоря, защита признаётся оправданной только на протяжении времени существования состояния необходимой обороны, которое определяется продолжительностью общественно опасного посягательства, требующего своего немедленного предотвращения или прекращения. Поэтому причинение ущерба до возникновения такого состояния признается так называемой «преждевременной» обороной, ответственность за какую наступает на общих основаниях.
Нередко, в случае, когда посягательство уже закончено или прекращено, имеет место так называемая «запоздалая» оборона. Оценка ущерба, причинённого посягающему лицу в состоянии «запоздалой» обороны, зависит от того, осознавало или не осознавало обороняющееся лицо то, что в применении средств защиты отпала необходимость. Если такое убеждение отсутствовало, то следует считать, что оно находилось в состоянии необходимой обороны. Таким образом, если защищающееся лицо добросовестно ошибалось насчёт конечного момента посягательства, оно признается действовавшим в состоянии необходимой обороны, и поэтому причинение в этой ситуации посягавшему ущерба должно признаваться своевременным.
В то же время, если ущерб был нанесён уже после того, как посягательство было предотвращено или закончено, и для обороняющегося лица было очевидно, что в применении средств защиты явно отпала необходимость, ответственность наступает на общих основаниях.

### Соразмерность обороны
Этот признак характеризует пределы необходимой обороны, которые хотя и прямо не названы в законе, но вывод о них можно сделать, анализируя ч. 1 и ч. 36 Уголовного кодекса Украины. Так, соответственно ч.1 ст.36 УК Украины причинённый посягавшему ущерб должен быть необходимым и достаточным при данных обстоятельствах для немедленного завершения или прекращения посягательства, а из ч. 3 вытекает, что причинённый посягавшему тяжкий ущерб (смерть или тяжёлые телесные повреждения) должен соответствовать двум взаимосвязанным обстоятельствам: опасности посягательства и обстановке обороны. Таким образом, причинение посягавшему смерти либо тяжких телесных повреждений признается соразмерным, если этот тяжкий ущерб соответствовал опасности посягательства и обстановке обороны.

#### Опасность посягательства
Опасность посягательства определяется ценностью блага, охраняемого законом, на которую направлено посягательство и реальной угрозой причинения ущерба этому благу со стороны покусившегося. Безусловно, более значительную общественную опасность представляют собой посягательства на жизнь, здоровье, свободу, честь и достоинство человека, неприкосновенность его собственности и жилища. Сравнительно менее опасными являются посягательства на общественный порядок, неприкосновенность государственных границ и прочее.
Решающей является именно степень опасности посягательства, что и определяет пределы допустимого ущерба при необходимой обороне. Тут существует прямая зависимость: чем опаснее посягательство, тем большие пределы нанесения допустимого ущерба. Очевидно, что нанесение тяжкого ущерба посягавшему соразмерно только с посягательством, которое представляет собой большую общественную опасность (например, при защите жизни, здоровья, собственности и т. д.).

#### Обстановка защиты
Обстановка защиты определяется реальными возможностями и средствами защищающегося, для отвлечения или прекращения посягательства. Характер такой обстановки зависит от реального соотношения сил, возможностей и средств лица защищающегося, и лица посягавшего. Пленум Верхового Суда Украины рекомендует в этих случаях учитывать характер опасности, которая угрожала лицу, которое защищалось, и обстоятельства, какие могли повлиять на реальные соотношения сил, в частности: место и время нападения, его внезапность, неготовность к его отражению, количество нападавших и защищавшихся, их физические данные (возраст, пол, состояние здоровья) и другие обстоятельства.

## Условия правомочности необходимой обороны
Теория уголовного права, основываясь на законе и практике его применения судами, определила условия правомочности необходимой обороны. Эти условия характеризуют как посягательство, так и защиту от него.

### Условия правомерности необходимой обороны, которые касаются свойств посягательства

#### Общественная опасность
В постановлении Пленума Верховного Суда Украины от 26 апреля 2002 г. № 1 «О судовой практике в делах о необходимой обороне» не содержится разъяснений насчет определения понятия общественно опасного деяния. Это способствует разнообразию толкований и подходов к решению этого вопроса.
В постановлении Пленума Верховного Суда СССР от 16 сентября 1984 г. № 16 давалось толкование общественно опасного деяния как деяния, предусмотренного особой частью уголовного закона, независимо от того, привлечена ли совершившая его личность к уголовной ответственности, или освобождена от него в связи с невменяемостью, недостижением возраста привлечения к уголовной ответственности или иных обстоятельств. При этом в постановлении отдельно акцентируется внимание на признании посягательства общественно опасным, если лицо, причинившее ущерб иному лицу в связи с причинением последним действий, осознавало малозначительность противоправного посягательства.
Ученые науки уголовного права имеют похожие взгляды на эту проблему. М. Коржанский считает, что посягательство должно иметь характер нападения, которое грозит тяжкими последствиями в сфере общественных ценностей — жизни, здоровья, собственности, государственного управления и т. д. Также рассматривает понятие общественно опасного посягательства Михайленко П. П. М. И. Бажанов, В.В, Сташис, В. Я. Таций при этом считают, что круг правоохраняемых интересов, какие могут быть объектом посягательства, есть практически неограниченный, и при этом общественно опасным признается не только преступное посягательство (хотя именно преступление и есть типичным проявлением общественно опасного посягательства), но и любое другое общественно опасное посягательство, какое не является преступлением.
Следовательно, общественно опасное посягательство, предусмотренное ч.1 ст. 36 Уголовного кодекса Украины, может быть определено как любые действия человека, непосредственно направленные на причинение немедленного существенного ущерба правоохраняемым интересам защищающегося лица, или иного лица, общественным интересам или государства.
Провокацией необходимой обороны  называется провокация посягательства, то есть такие действия, какие совершаются с целью вызвать на себя нападение, чтобы использовать его как повод для совершения противоправных действий, ссылаясь на вынужденность защиты, то есть на состояние необходимой обороны.
По правилам необходимой обороны нападающий и защищающий себя (или других лиц) никогда не могут поменяться местами: то есть нападавший не может стать защищающим себя, а защищающийся не может стать нападавшим. Следовательно, для определения состояния необходимой обороны очень важно установить — кто нападавший, а кто защищал себя. Именно поэтому необходимая оборона против необходимой обороны невозможна.

#### Наличие
Состояние необходимой обороны возникает не только тогда, когда посягательство уже началось, но и тогда, когда оно угрожало немедленно и без сомнения начаться. Состояния необходимой обороны нет, если нападения ещё не началось (потому что нет необходимости в причинении ущерба), а также и тогда, когда нападение уже завершилось (потому что нет необходимости в защите). Необходимая оборона возможна только против посягательств, совершенных активным действием, а случаи причинения ущерба при бездеятельности следует рассматривать по правилам крайней необходимости.
Оценка наличия или отсутствия нападения должна основываться на фактических обстоятельствах происшествия. Поэтому, если защитник имел основания предполагать, что нападение только приостановлено и оно может начаться снова, он действует правомерно.
Пленум Верховного Суда Украины в постановлении от 26 апреля 1991 года объяснил, что «…состояние необходимой обороны возникает не только в момент общественно опасного посягательства, но и в случае создания реальной угрозы причинения ущерба. При выяснении наличия такой угрозы необходимо учитывать поведение нападавшего, в частности направленность умысла, интенсивность и характер его действий, которые дают оборонявшемуся лицу основания воспринимать угрозу как реальную».

#### Действительность
Посягательство должно быть действительно существующим, а не только представляемым, воображаемым. Также закон не допускает необходимой обороны против посягательства, которое ожидается в будущем. Несуществующее, воображаемое посягательство — следствие ошибки того, кто неправильно оценил обстоятельства события и причинил ущерб тому, кто фактически не нападал. Такой случай в уголовном праве называется мнимой обороной (ст. 37 Уголовного кодекса Украины). Ответственность за ущерб, причиненный в состоянии мнимой обороны, решается так:
- ответственность не наступает, если защитник добросовестно ошибался, то есть при таких обстоятельствах он не мог осознавать своих ошибок.
- ответственность наступает на общих основаниях, если защитник мог, исходя из оценки обстоятельств события, осознать свою ошибку, если бы он был немного более внимательным и осторожным.
- ответственность наступает за превышение границ необходимой обороны, если причиненный ущерб был бы таким и при наличии нападения.

### Условия правомерности необходимой обороны, которые касаются свойств защиты

#### Правомерность
Защита при необходимой обороне признается правомерной только тогда, когда ущерб причинен нападавшему лицу, а не кому-то другому. Ущерб при защите может быть нанесен нападающему лично — его здоровью, жизни, собственности.
Причинение любого ущерба третьим лицам не может быть признанным необходимой обороной.
Если защищающееся лицо допустило ошибку относительно нападавшего, то оно освобождается от ответственности в случае добросовестного поведения, когда оно не могло осознавать такой ошибки.

#### Непревышение пределов необходимости
Защита не может превышать пределы необходимости. Причиненный ущерб нападавшему может быть признан правомерным только в пределах необходимости, в данном случае для защиты.
Каждый случай имеет свои пределы необходимости. При этом учитывают:
1. общественную и личную ценность объекта нападения;
2. внезапность и интенсивность нападения;
3. количество и сила нападавших;
4. место, время и обстоятельства нападения;
5. состояние защищающегося;
6. возможность вредных последствий нападения;
7. возможности защиты — физическая сила защищающегося, наличие у него средств защиты, количество лиц, подвергшихся нападению, и др. В состоянии необходимой обороны лицо может (имеет право) применять такие орудия и средства, какие с учётом всех обстоятельств являются необходимыми и достаточными для защиты.

Тот, кто защищается, может применять такие же орудия и средства, как и нападающий. Защита не перестает быть правомерной и тогда, когда для защиты используются более эффективные орудия и средства. В случаях, когда имеет место нападение группы лиц, которые по численности превышают обороняющихся, и действуют агрессивно, с очевидной угрозой для жизни или здоровья, то для защиты эти лица имеют право применять те средства, которые есть в наличии, во всяком случае при оценке примененных средств защиты необходимо выяснить, имело ли защищающееся лицо реальную возможность эффективно отбить общественно опасное посягательство другими способами, с причинением нападавшему меньшего ущерба.
Защищающийся может (имеет право) причинить нападавшему тот же ущерб, каким ему угрожал нападающий. Защита не перестает быть правомерной и тогда, когда нападавшему был нанесен больший ущерб, чем тот, каким он грозил.
Неправомерным признается только такой ущерб, который явно, несомненно, превышает ущерб угрозы, который в этом случае не был необходим.

### Эксцесс обороны
В ходе необходимой обороны не должно быть эксцесса обороны, то есть выхода за её пределы.
Согласно с ч. 3 ст. 36 Уголовного кодекса Украины: «Превышением пределов необходимой обороны признается умышленное причинение посягающему тяжкого вреда, явно не соответствующего опасности посягательства или обстановке защиты».
Для того чтобы установить наличие или отсутствие признаков превышения пределов необходимой обороны, судьи должны учитывать не только соответствие или несоответствие орудий защиты и нападения, но и характер опасности, которая угрожала защищающемуся лицу, и обстоятельства, которые могли повлиять на реальное соотношение сил, в частности: Место и время нападения, его внезапность, неготовность к его отражению, количество нападавших и защищающихся, их физические данные (возраст, пол, состояние здоровья) и другие обстоятельства.
При рассмотрении дел данной категории судьи должны выяснить, имело ли лицо, которое защищалось, реальную возможность эффективно отбить общественно опасное посягательство другими способами с нанесением нападавшему ущерба, необходимого и достаточного при конкретных обстоятельствах для немедленного отвлечения или прекращения посягательства.
Следовательно, при решении вопроса о наличии эксцесса обороны необходимо установить наличие необходимой обороны как таковой. Отсутствие необходимой обороны знаменует отсутствие возможности её эксцесса. Эксцесс обороны может быть совершен только умышленно, неосторожное превышение мер необходимой обороны не влечет уголовной ответственности.
Согласно с ч. 3 ст. ст. 36 Уголовного кодекса Украины эксцесс обороны влечет уголовную ответственность только при нанесении потерпевшему тяжелого ущерба: смерти либо тяжкого телесного повреждения. За причинение другого ущерба уголовная ответственность не наступает. Более того, правомерным следует считать применение оружия или любых других средств или предметов независимо от того, какой тяжести был причинен ущерб посягавшему, если он был совершен для защиты от вооруженного лица или нападения группы лиц, а также для отражения противоправного насильственного вторжение в жилище или другое помещение. То есть при данных обстоятельствах эксцесс обороны вообще невозможен.
Эксцесс обороны присутствует, когда нанесение тяжкого ущерба посягавшему явно не соответствует опасности посягательства либо обстановке защиты. Это значит, что такое положение очевидно, как и для самого защищающегося лица, так и для всех остальных, присутствующих при этом. Тут нужно также учитывать, что во многих случаях защищающееся лицо находится в состоянии, которое мешает ему всесторонне оценить ситуацию. Поэтому лицо не подлежит уголовной ответственности, если из-за сильного душевного волнения, вызванного общественно опасным деянием, оно не смогло оценить соответствие причиненного им вреда опасности посягательства или обстановке защиты.
Следует отметить, что согласно со ст. 1169 Гражданского кодекса Украины не подлежит возмещению ущерб, причиненный в состоянии необходимой обороны, если при этом не были перейдены её пределы.

## Превышение пределов необходимой обороны
Превышением пределов необходимой обороны закон признает умышленное причинение посягавшему тяжкого ущерба, который явно не соответствует опасности посягательства или обстановке защиты.
Под тяжким ущербом при превышении пределов необходимой обороны следует считать смерть лица либо причинение ему тяжелого телесного повреждения. Несоответствие тяжкого ущерба нанесенного посягавшему опасности посягательства или обстановке защиты следует считать явным тогда, когда это с учётом обстоятельств дела является очевидным для каждого человека, следовательно, и для обороняющегося. Так, явно несоответствующим будет не вызванное необходимостью нанесение тяжелого телесного повреждения лицу, которое намерено совершить кражу и не делает попыток оказать физическое сопротивление. Превышением пределов необходимой обороны следует также считать и случаи, когда лицо причинило тяжкий ущерб посягавшему, имея при этом возможность предотвратить или прекратить посягательство с причинением явно меньшего ущерба, и осознавая наличие такой возможности.
Ответственность за превышение пределов необходимой обороны наступает только при причинении ущерба двух видов, а именно: тяжелого телесного повреждения (ст. 118 Уголовного кодекса Украины), либо умышленного убийства (ст. 124 Уголовного кодекса Украины). В остальных случаях превышение пределов необходимой обороны не является преступлением.
Уголовное дело, возбужденное по факту деяния, совершенного в состоянии необходимой обороны (если не было превышения её пределов), подлежит закрытию из-за отсутствия состава преступления.

### Умышленное убийство при превышении пределов необходимой обороны
Согласно со ст.118 Уголовного кодекса Украины: «Умышленное убийство, совершенное при превышении пределов необходимой обороны, а также при превышении мер, необходимых для задержания преступника, — наказывается исправительными работами на срок до двух лет или ограничением свободы на срок до трех лет, или лишением свободы на срок до двух лет.»
Объектом преступления является жизнь лица.
Потерпевшими от этого преступления являются три категории лиц:
1. лицо, совершающее общественно опасное посягательство и по отношению к которому виновный применяет средства необходимой обороны (ст. 36 УК Украины);
2. лицо, действия которого были неправильно оценены виновным (ст. 37 УК Украины);
3. лицо, совершившее преступление и по отношению к которому виновный принимает меры задержания (ст. 38 УК Украины);

Объективная сторона преступления характеризуется:
- действиями в виде покушения на жизнь другого человека;
- действиями в виде причинения ей смерти;
- причинная связь между указанными действиями и последствиями;
- определённой обстановкой.

Статья 118 УК Украины содержит состав привилегированного умышленного убийства, которое подлежит классификации по этой статье в трех случаях, а именно, в случае его совершении при превышении:
1. пределов необходимой обороны. В этом случае деяния характеризуются убийством посягавшего при защите от общественно опасного посягательства, но с превышением пределов необходимой обороны, то есть при явном несоответствии указанного ущерба опасности посягательства или обстановке защиты.
2. пределов защиты в обстановке мнимой обороны. Убийство совершается при обстоятельствах, когда реального общественно опасного посягательства со стороны потерпевшего не было, и виновный, неправильно оценивая действия потерпевшего, только ошибочно допускал наличие такого посягательства.
3. мер, необходимых для задержания преступника. Деяние состоит в убийстве лица, которое совершило преступление, при его задержании, но с превышением мер, необходимых для задержания преступника, то есть при явном несоответствии указанного ущерба опасности посягательства или обстановке задержания преступника.

Субъектом преступления является вменяемое лицо, достигшее 16-летнего возраста и находящееся в состоянии необходимой, мнимой обороны или правомерного задержания лица, которое совершило преступление. Если будет установлено, что лицо не находилось в такой обстановке, совершенное им при наличии оснований следует квалифицировать по ст. 115 УК Украины («умышленное убийство»).
Субъективная сторона преступления характеризуется прямым или непрямым умыслом. При этом сознание виновного должно охватывать тот факт, что он действует при условиях необходимой обороны, либо при условиях, необходимых для задержания преступника. Мотивация действий потерпевшего при превышении мер необходимой обороны должна быть главным образом обусловлена защитой от общественно опасного посягательства охраняемых законом прав и интересов.
Преступление считается законченным с момента наступления смерти потерпевшего.

### Умышленное причинение тяжелых телесных повреждений в случае превышения пределов необходимой обороны
Согласно со ст.118 Уголовного кодекса Украины: «Умышленное убийство, совершенное при превышении пределов необходимой обороны, а также при превышении мер, необходимых для задержания преступника, — наказывается исправительными работами на срок до двух лет или ограничением свободы на срок до трех лет, или лишением свободы на срок до двух лет.»
Объектом преступления выступает здоровье лица.
Объективная сторона преступления характеризуется:
- действиями;
- последствиями в виде тяжелых телесных повреждений;
- причинной связью между указанными действиями и последствиями;
- определённой обстановкой.

Статья 124 Уголовного кодекса Украины содержит состав привилегированного нанесения тяжких телесных повреждений. Причинение таких повреждений подлежит классификации по этой статье в трех случаях, а именно, в случае его совершении при превышении:
1. пределов необходимой обороны. В этом случае деяния характеризуются нанесением тяжких телесных повреждений посягавшему при защите от общественно опасного посягательства, но с превышением пределов необходимой обороны, то есть при явном несоответствии указанного ущерба опасности посягательства или обстановке защиты.
2. пределов защиты в обстановке мнимой обороны. Тяжелые телесные повреждения наносятся при обстоятельствах, когда реального общественно опасного посягательства со стороны потерпевшего не было, и виновный, неправильно оценивая действия потерпевшего, только ошибочно допускал наличие такого посягательства.
3. мер, необходимых для задержания преступника. Деяние состоит в нанесении тяжких телесных повреждений лицу, которое совершило преступление, при его задержании, но с превышением мер, необходимых для задержания преступника, то есть при явном несоответствии указанного ущерба опасности посягательства или обстановке задержания преступника[38].

Субъектом преступления является вменяемое лицо, достигшее 16-летнего возраста и находящееся в состоянии необходимой, мнимой обороны или правомерного задержания лица, которое совершило преступление. Если будет установлено, что лицо не находилось в такой обстановке, совершенное им при наличии оснований следует квалифицировать по ст. 121 УК Украины («Умышленное тяжкое телесное повреждение»).
Субъективная сторона преступления характеризуется прямым или непрямым умыслом. При этом сознание виновного должно охватывать тот факт, что он действует при условиях необходимой обороны, либо при условиях, необходимых для задержания преступника. Мотивация действий потерпевшего при превышении мер необходимой обороны должна быть главным образом обусловлена защитой от общественно опасного посягательства охраняемых законом прав и интересов.
Если при превышении пределов необходимой обороны либо мер, необходимых для задержания преступника, потерпевшему умышленно было нанесено тяжелое телесное повреждение, от которого наступила смерть, при отсутствии умысла на лишении жизни действия виновного следует квалифицировать по ст. 124 УК Украины.
Преступление считается законченным с момента нанесения потерпевшему тяжелого телесного повреждения.
Причинение тяжелого телесного повреждения при превышении пределов необходимой, мнимой обороны или превышении мер, необходимых для задержания преступника, из-за неосторожности не является преступлением, и поэтому оно не может быть квалифицировано ни по ст. 124, ни по ст. 128 Уголовного кодекса Украины.

## Использование защитных приспособлений
Для предотвращения посягательства могут использоваться специальные приспособления, которые действуют при отсутствии лица, интересам которого причиняется ущерб. Использование таких средств возможно только в случаях, если исключается ущерба лицам, какие не совершают общественно опасных деяний, а причиненный ущерб не выходит за рамки пределов необходимой обороны. Ввиду этого диапазон средств, какие можно использовать для предотвращения посягательства, включает в основном средства пассивной защиты: запоры, замки, двери, решетки, сигнальные устройства и т. д.
Недопустимым является использование, например, капканов, какие устанавливаются в автомашинах, оставления яда в продуктах питания для предотвращения кражи из жилого помещения, оголенных проводов под напряжением и т. д. Подобные действия не считаются оправданными для необходимой обороны — установившее их лицо несет полную ответственность за причиненный ущерб.